# جان مارتین تامپسون

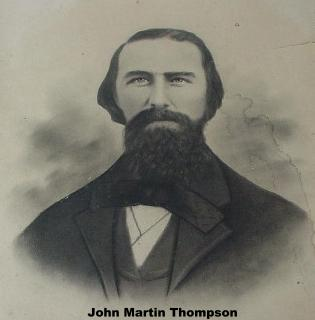
جان مارتین تامپسون

جان مارتین تامپسون (1829-1907) یک نجار، بومی آمریکایی و رهبر قبیله‌ای و مدنی چروکی‌ها بود که سرزمین آنها هم‌اکنون در منطقه کنونی شهرستان بارتو، جورجیا، ایالات متحده آمریکا است. او پسر بنجامین فرانکلین تامپسون، اهل کارولینای جنوبی با تبار اسکاتلندی-ایرلندی، و آنی مارتین، یک چروکی دو رگه و دختر قاضی جان مارتین، اولین قاضی دادگاه چروکی و نلی مک دانیل بود.

## چروکی‌ها و جامعه سرخپوستان کوه تابور
خانواده تامپسون با حزب چروکی ریج که از معاهده موسوم به «پیمان اکوتا جدید» حمایت می‌کردند، روابط و وابستگی داشتند. در سال ۱۸۴۸، خانواده تامپسون، چروکی‌ها در قلمرو سرخپوستان را به همراه دیگر حامیان حزب ریج و ساکنان قدیمی ترک کردند تا در شهرستان راسک، تگزاس مستقر شوند. در بهار ۱۸۴۴، بنجامین فرانکلین تامپسون در ابتدا زمینی به مساحت ۱۰٬۰۰۰ جریب فرنگی (۴۰ کیلومتر مربع) در نزدیکی لرد هیل امروزی، تگزاس، خریداری کرد؛ جایی که خانواده خانه خود را در آنجا ساختند.
این جامعه بعدها به عنوان جامعه سرخپوستان کوه تابور شناخته شد، نامی که جان آدایر بل به این منطقه داده است، همان‌طور که در کتاب شوالیه‌های چروکی (Cherokee Cavaliers) ثبت شده است. اگرچه جان مارتین تامپسون در میان مردم چروکی بزرگ شد اما تحصیلات رسمی را همراه برادر خود، ویلیام ویرت تامپسون در کالج نظامی غربی که در آن زمان در جرج تاون، کنتاکی قرار داشت، گذراند. برادران تامپسون دو سال را در کالج گذراندند و سپس به شرق تگزاس بازگشتند و عمیقاً درگیر مزرعه خانواده شدند.

## جنگ داخلی آمریکا
در طول جنگ داخلی آمریکا (۱۸۶۱–۱۸۶۵)، اکثر چروکی‌های کوه تابور به سرتیپ استند واتی، تنها سرخپوستی که به درجه ژنرالی در ارتش کنفدراسیون رسید، پیوستند.
واتی، همسرش و سایر اعضای خانواده‌اش برای دوره‌های کوتاهی در طول جنگ در کوه تابور زندگی کردند. با این حال، جان مارتین تامپسون برای چروکی‌های کنفدراسیون خدمت یا سازمان‌دهی نکرد. در عوض او واحدهایی را در بلو ویو (Bellview) سازماندهی کرد، شهری که از جامعه سرخپوستان کوه تابور تأسیس شده بود تا در واحدهای نظامی تگزاس خدمت کند. شهروندان آن از معدود چروکی‌هایی بودند که که به واتی خدمت نمی‌کردند و همچنین از چاکتاوهای یووانی بومی و سفیدپوستان تشکیل شده بود که فقط میان خودشان ازدواج می‌کردند. تامپسون که در طول جنگ چهار ساله چندین بار مجروح شد، به سرعت در ارتش به درجه سرگرد کنفدراسیون رسید.
بزرگ‌ترین تلفات در طول جنگ سرخپوستان کوه تابور که تحت رهبری تامپسون سازماندهی شد، نبرد جنکینز فری در شهرستان سالین، آرکانزاس بود. این جنگ، هم در ایالت‌های اطراف و هم در قلمرو سرخپوستان، جان بیش از ۲۵ درصد از جمعیت مردان را گرفت.

## بازسازی
پس از جنگ داخلی آمریکا، جی ام تامپسون به یکی از بزرگ‌ترین نجاران تگزاس تبدیل شد. در طول دوران بازسازی و در اوایل قرن بیستم، تامپسون به همراه پسرانش دارایی‌های عظیم خود را در صنعت چوب ساختند. در سال ۱۸۸۱، آن‌ها منطقه راسک را ترک کردند و کارگاه‌های خود را به شهرستان ترینیتی منتقل کردند تا محصول خود را از طریق راه‌آهن میسوری-کانزاس-تگزاس به بازار عرضه کنند. آن‌ها کمپین‌های بازاریابی خود را با ایجاد ارتباط با کارخانه‌های چوب خرده فروشی تسهیل کردند. علاوه بر این، آن‌ها مجموعه ای از شرکت‌ها را برای تسریع و مدیریت امپراطوری چوبی در حال رشد خود سازماندهی کردند. بدین ترتیب شرکت تامپسون و تاکر لومبر تشکیل شد و پس از آن شرکت الوار جی ام تامپسون، شرکت الوار برادران تامپسون و در نهایت شرکت الوار تامپسون و فورد تشکیل شد. تا سال ۱۹۰۷، شرکت‌های مختلف بیش از ۱۴۹٬۰۰۰ جریب فرنگی (۶۰۰ کیلومتر مربع) زمین در مالکیت داشتند و در عین حال آسیاب‌هایی را در جوامعی مانند ویلارد، دوکت و گریبورگ در اختیار داشتند. در سال ۱۹۰۶، شرکت و تمام منافع آن را به هیوستون منتقل کردند.

## بقیه زندگی
تامپسون به همان اندازه که مشغول کار بود، اما مرد خانواده و رهبر جامعه بود. او پس از مرگ ویلیام پن آدیر در سال ۱۸۸۰، تا زمان مرگ خود در سال 1907 ، جامعه سرخپوستان کوه تابور (و از جمله چروکی‌های تگزاس و گروه‌های اطراف) را رهبری کرد. او پس از جان الیس بین، به عنوان رئیس کمیته اجرایی تگزاس چروکی‌ها و گروه‌های وابسته و اندکی پس از آن رئیس کلود ماسکرات جانشین شد.

## جانشین و پسر او، هاکسی هری تامپسون
جانشین تجاری او، پسرش هوکسی هری تامپسون بود. او بود که ۹۴٬۱۲۶ جریب فرنگی (۳۸۰٫۹۱ کیلومتر مربع) املاک را به خدمات جنگلداری ایالات متحده به قیمت ۱۲٫۵ دلار برای هر هکتار ۱۲٫۵۰ فروخت. این زمین‌ها در نهایت بزرگ‌ترین بخش جنگل ملی دیوی کراکت را تشکیل دادند. تا سال ۱۹۶۰، هاکسی تامپسون تقریباً تمام زمین‌های تامپسون را فروخت، اما بیشتر حقوق معدنی آن را حفظ کرد.